# Nicerato (scultore)
Nicerato, oppure Nicèrato (in greco antico: Νικήρατος?; Atene, III secolo a.C. – II secolo a.C.), è stato uno scultore greco antico.

## Biografia
Nicerato nacque ad Atene intorno alla fine del III secolo a.C., figlio dello scultore Euctemone, svolse la sua attività nella prima età ellenistica, come attesta una base firmata di Pergamo, oltre che da Taziano il Siro (Oratio ad Graecos, 53) e da Plinio il Vecchio (Naturalis historia, VII, 34), che ricordano esposti a Roma numerosi gruppi da lui realizzati: quello di Glaucippe con un elefante ("madre di un elefante"), ritenuto il suo capolavoro, presente nel teatro di Pompeo.
Inoltre nel tempio della Concordia era esposto il gruppo di Asclepio e Igea, oltre che statue per atleti 
e filosofi e il rilievo di Alcibiade e sua madre Demarate che celebrano un sacrificio con fiaccole accese.
Tra le altre sue opere si ricordano le statue di Telesilla, poetessa d'Argo vissuta verso la fine del VI secolo a.C. e di Alcibiade.
A Delo realizzò le statue in bronzo dedicate a Filetero di Pergamo, vincitore dei Galati, fratello d'Eumene II e sempre sulle basi iscritte presenti a Delo, il suo nome è legato a quello di Firomaco per lavori effettuati in collaborazione.
Invece un'altra iscrizione attribuisce ai due scultori alcune statue bronzee dedicate ad Atena a Pergamo;Ciriaco d'Ancona conobbe pure una firma a Pergamo, relativa ad una statua in omaggio dello stesso Eumene II.

## Opere
- Glaucippe con un elefante, Teatro di Pompeo, Roma;
- Asclepio e Igea, tempio della Concordia, Roma;
- Filetero di Pergamo, Delo;
- Atena, Pergamo;
- Eumene II, Pergamo.